# باشگاه فوتبال اسپارتاک-۲ مسکو
باشگاه فوتبال اسپارتاک-۲ مسکو (روسی: ФК «Спартак-۲» Москва) یک باشگاه فوتبال در شهر مسکو کشور روسیه است. این باشگاه در لیگ ملی فوتبال روسیه بازی می‌کند. این باشگاه در سال ۲۰۱۳ تأسیس شده‌است. محل برگزاری بازی‌های خانگی این باشگاه است.